# Penstemonia edwardsii
Penstemonia edwardsii is een vlinder uit de familie wespvlinders (Sesiidae), onderfamilie Sesiinae.
Penstemonia edwardsii is voor het eerst wetenschappelijk beschreven door Beutenmüller in 1894. De soort komt voor in het Nearctisch gebied.